# 자료보존연구센터
자료보존연구센터(資料保存硏究센터)는 「도서관법」에 따른 도서관 발전을 위한 조사·연구에 관한 사무를 분장하는 국립중앙도서관의 소속기관이다. 2016년 9월 27일 발족하였으며, 서울특별시 서초구 반포대로 201에 위치하고 있다. 센터장은 서기관 또는 학예연구관으로 보한다.

## 연혁
- 2007년 5월 2일: 국립중앙도서관에 도서관연구소 설치.
- 2016년 9월 27일: 자료보존연구센터로 개편.